# Cyrtolobus fuscipennis
Cyrtolobus fuscipennis är en insektsart som beskrevs av Van Duzee. Cyrtolobus fuscipennis ingår i släktet Cyrtolobus och familjen hornstritar. Inga underarter finns listade i Catalogue of Life.